# Угрюмово (городской округ Домодедово)

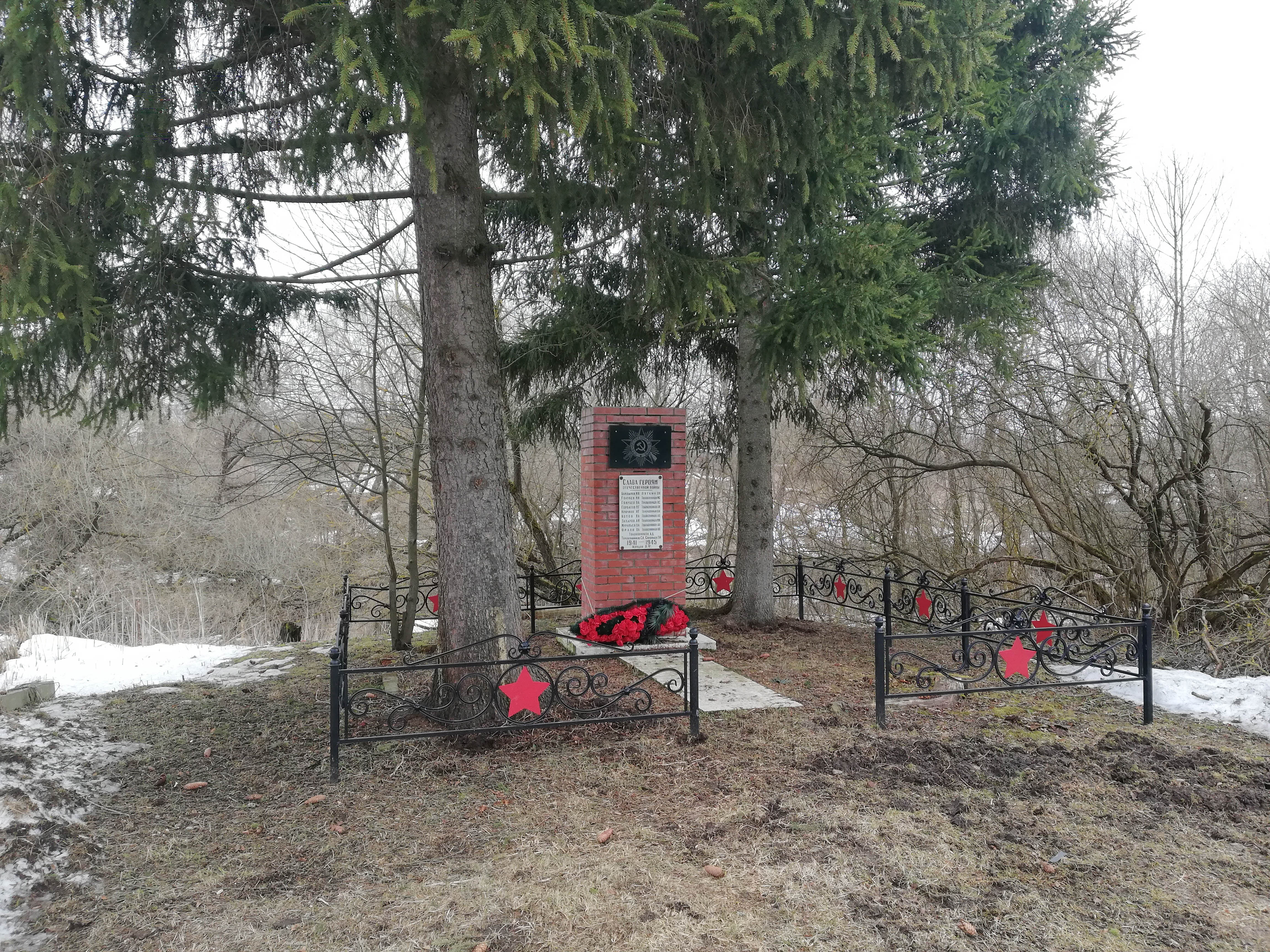
Памятник местным жителям, погибшим в годы Великой Отечественной войны

Угрюмово — деревня в городском округе Домодедово Московской области.

## География
Находится в южной части Московской области на расстоянии приблизительно 32 км на юг-юго-запад по прямой от железнодорожной станции Домодедово.

## История
Известна с 1702 года.

## Население
| 2002 | 2010 |
| ---- | ---- |
| 14   | ↘8   |

Постоянное население составляло 14 человек в 2002 году (русские 93 %).